# 노마역
노마역(일본어: 野間駅)은 일본 아이치현 지타군 미하마정에 위치한 나고야 철도 지타 신선의 철도역이다. 역 번호는 KC 23이며, 상대식 승강장 2면 2선의 구조를 갖춘 고가역이다.

## 타는 곳
| 1 | ■ 지타 신선 | 하행 | 우쓰미 방면                                       |
| 2 | ■ 지타 신선 | 상행 | 오타가와 · 나고야 · 기후 · 이누야마 · 쓰시마 방면 |

## 이용 현황
- 2013년 기준 : 736명

## 역 주변
- 미하마 정립 노마 중학교

## 인접 역
| 나고야 철도 지타 신선      | 나고야 철도 지타 신선 | 나고야 철도 지타 신선    |
| -------------------------- | --------------------- | ------------------------ |
| KC 22 지타오쿠다 후키 방면 | ■ 지타 신선           | 우쓰미 KC 24 우쓰미 방면 |